# Việt Nam News
Việt Nam News (VNS) é um jornal de circulação diária em língua inglesa publicado na cidade de Hanoi pelo Vietnam News Agency, o serviço de notícias do governo do Vietnã. O jornal foi publicado pela primeira vez em 1991.
É publicado diariamente e é o principal jornal inglês no Vietnã. Ele é um membro da Asia News Network, uma rede de jornais diários  asiáticos que compartilham o conteúdo editorial uns com os outros. Uma edição na Internet existe com tipografia simplificada.